# Lewis Henry

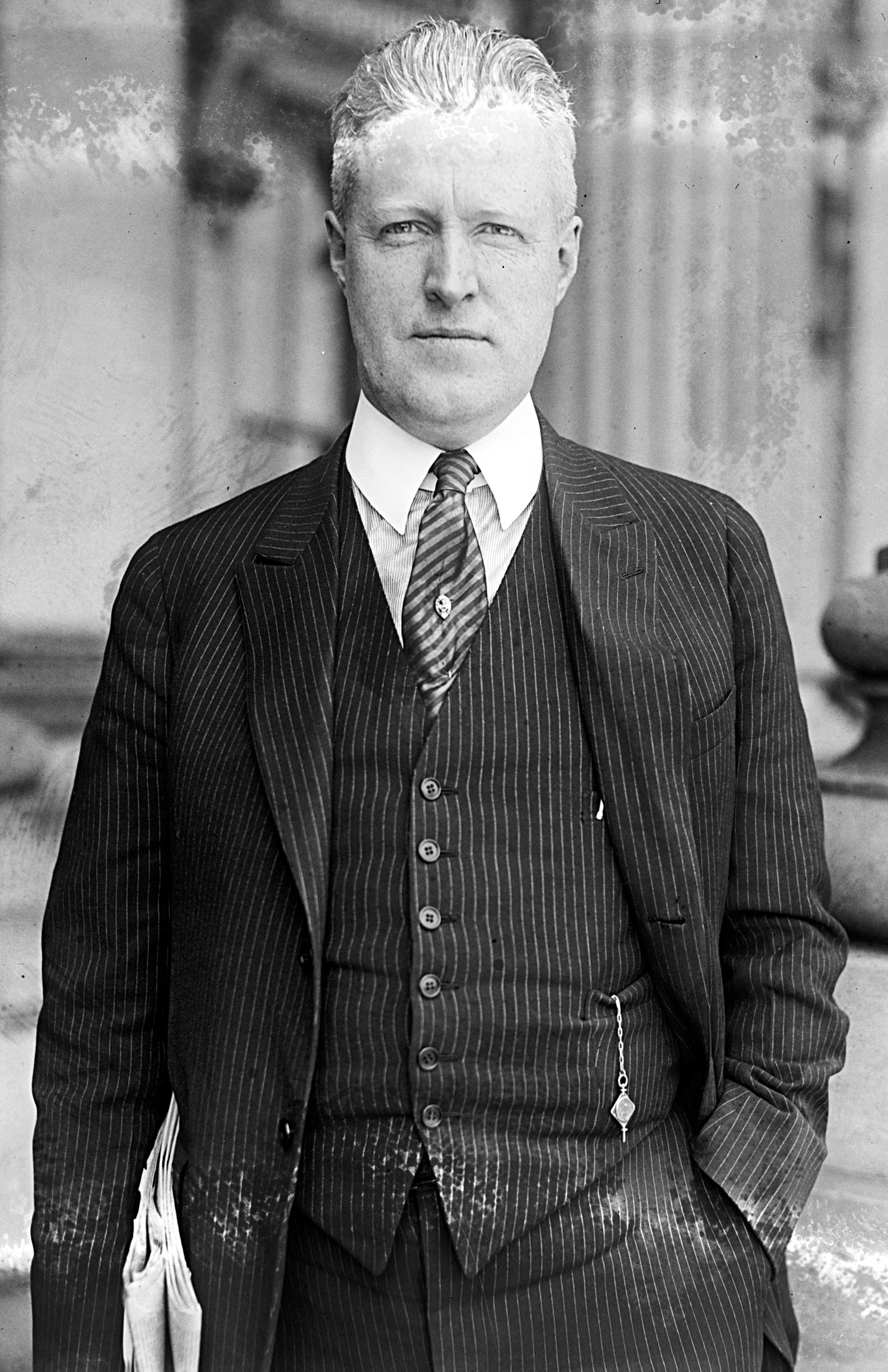
Lewis Henry (1922)

Lewis Henry (* 8. Juni 1885 in Elmira, New York; † 23. Juli 1941 in Boston, Massachusetts) war ein US-amerikanischer Politiker. In den Jahren 1922 und 1923 vertrat er den Bundesstaat New York im US-Repräsentantenhaus.

## Werdegang
Lewis Henry besuchte die öffentlichen Schulen seiner Heimat und danach bis 1904 die Elmira Academy. Anschließend studierte er bis 1909 an der Cornell University in Ithaca. Nach einem anschließenden Jurastudium an der Columbia University in New York City und seiner 1912 erfolgten Zulassung als Rechtsanwalt begann er in Elmira in diesem Beruf zu arbeiten. Zwischen 1914 und 1920 war er Bürgermeister des ersten Stadtbezirks von Elmira. Politisch gehörte er der Republikanischen Partei an. Im Jahr 1920 war er Delegierter auf deren regionalem Parteitag für den Staat New York.
Nach dem Rücktritt des Abgeordneten Alanson B. Houghton wurde Henry bei der fälligen Nachwahl für den 37. Sitz von New York als dessen Nachfolger in das US-Repräsentantenhaus in Washington, D.C. gewählt, wo er am 11. April 1922 sein neues Mandat antrat. Da er für die regulären Kongresswahlen des Jahres 1922 von seiner Partei nicht mehr nominiert wurde, konnte er bis zum 3. März 1923 nur die laufende Legislaturperiode im Kongress beenden.
Nach dem Ende seiner Zeit im US-Repräsentantenhaus praktizierte Lewis Henry wieder als Anwalt in Elmira. Bis 1939 war er auch Präsident der Firma Oriental Consolidated Mining Company. Er starb am 23. Juli 1941 in Boston und wurde in Elmira beigesetzt.